# Андерсон (Каліфорнія)
Андерсон (англ. Anderson) — місто (англ. city) в США, в окрузі Шаста штату Каліфорнія. Населення — 11 323 особи (2020).

## Географія
Андерсон розташований за координатами 40°27′2″ пн. ш. 122°17′47″ зх. д. / 40.45056° пн. ш. 122.29639° зх. д. (40.450596, -122.296304).  За даними Бюро перепису населення США в 2010 році місто мало площу 17,15 км², з яких 16,50 км² — суходіл та 0,64 км² — водойми.

## Демографія
Згідно з переписом 2010 року, у місті мешкали 9932 особи в 3944 домогосподарствах у складі 2528 родин. Густота населення становила 579 осіб/км².  Було 4211 помешкання (246/км²).
Расовий склад населення:
| - 83,3 % — білих - 4,3 % — корінних американців - 2,6 % — азіатів - 0,7 % — чорних або афроамериканців - 0,2 % — вихідців з тихоокеанських островів - 3,6 % — осіб інших рас |

До двох чи більше рас належало 5,4 %. Частка іспаномовних становила 10,8 % від усіх жителів.
За віковим діапазоном населення розподілялося таким чином: 27,6 % — особи молодші 18 років, 59,6 % — особи у віці 18—64 років, 12,8 % — особи у віці 65 років та старші. Медіана віку мешканця становила 34,1 року. На 100 осіб жіночої статі у місті припадало 87,6 чоловіків;  на 100 жінок у віці від 18 років та старших — 82,2 чоловіків також старших 18 років.
Середній дохід на одне домашнє господарство  становив 40 904 долари США (медіана — 32 536), а середній дохід на одну сім'ю — 48 451 долар (медіана — 41 818). Медіана доходів становила 38 094 долари для чоловіків та 30 991 долар для жінок. За межею бідності перебувало 24,6 % осіб, у тому числі 34,1 % дітей у віці до 18 років та 11,2 % осіб у віці 65 років та старших.
Цивільне працевлаштоване населення становило 3845 осіб. Основні галузі зайнятості: освіта, охорона здоров'я та соціальна допомога — 22,8 %, роздрібна торгівля — 20,9 %, мистецтво, розваги та відпочинок — 14,0 %, виробництво — 7,5 %.